# Norah Lofts
Norah Lofts, född 27 augusti 1904 i Shipham, Norfolk, död 10 september 1983, engelsk författare av främst historiska romaner. Hon skrev även deckare under pseudonymen Peter Curtis.

## Böcker utgivna på svenska
- Den stora illusionen (översättning Hans Botwid, Norstedt, 1938) (White hell of pity)
- Collin Lowrie (översättning Vera von Kraemer, Norstedt, 1939) (Out of this nettle)
- Plantageägarens hustru (översättning Ingrid Rääf, Natur och kultur, 1950) (Silver nutmeg)
- Spelet om Merravay (översättning Lisbeth och Louis Renner, Forum, 1955) (Bless this house)
- Drottningkronan (översättning Kjell Ekström, Trevi, 1971) (The lost ones)
- Eleonora (översättning Lars Hermansson, Lindqvist, 1972) (Queen in waiting)
- Charlotte (översättning Lisa Högelin, Lindqvist, 1973) (Charlotte)
- Konungens kärlek: berättelsen om Anne Boleyn (översättning Marianne Jangö, Lindqvist, 1975) (The concubine)
- Rickard Lejonhjärta (översättning Marianne Jangö, Lindqvist, 1976) (The lute player)
- Riddarens gård (översättning Siv E. Sundling, Askild & Kärnekull, 1981) (Knight's acre)

Under pseudonymen Peter Curtis
- Ensam är bäst (översättning Einar Dellgren, Ljus, 1947) (You're best alone)